# Dar Derafsh-e Qaleh
Dar Derafsh-e Qaleh (în persană داردرفش قلعه, de asemenea, romanizat ca Dār Derafsh-e Qal'eh) este un sat din districtul rural Baladarband, în districtul central al județului Kermanshah, provincia Kermanshah, Iran. La recensământul din 2006, populația sa era de 220 de locuitori, în 47 de familii.